# Chiesa della Natività di Maria Vergine (Mezzanino)
La chiesa della Natività di Maria Vergine è la parrocchiale di Mezzanino, in provincia di Pavia e diocesi di Tortona; fa parte del vicariato di Broni-Stradella-Valle Versa.

## Storia
L'antico luogo di culto di Mezzanino venne costruito nel 1596 ed eretto a parrocchiale l'anno successivo.
Nel 1812 questa struttura fu sostituita dalla nuova chiesa, realizzata ad opera dell'architetto Fausto Levati.
Cinque anni dopo, come stabilito dalla bolla Beati Petri di Pio VII, datata 17 luglio 1817, passò dalla diocesi di Pavia a quella di Tortona; dallo Stato della diocesi del 1820 si apprende che i fedeli ammontavano a 1370 e che la parrocchiale, avente come filiale l'oratorio della Beata Vergine del Carmine, era sede della compagnia della Dottrina Cristiana e della confratenita del Santissimo Sacramento e del Suffragio.
Nel 1965 l'altare maggiore venne modificato e dunque anni dopo la chiesa fu adeguata alle norme postconciliari.
Successivamente, nel 1995 si procedette al restauro del tetto e del presbiterio.

## Descrizione

### Esterno
La simmetrica facciata a capanna della chiesa, rivolta a levante, è suddivisa da una cornice marcapiano in due registri, entrambi scanditi da lesene; quello inferiore presenta centralmente il portale d'ingresso architravato e ai lati due nicchie ospitanti altrettante statue, mentre quello superiore è caratterizzato da una finestra inscritta in un arco a tutto sesto.
Annesso alla parrocchiale è il campanile a pianta quadrata, la cui cella presenta su ogni lato una monofora ed è coronata dal tetto a quattro falde poggiante sul tamburo.

### Interno
L'interno dell'edificio si compone di un'unica navata a pianta rettangolare, sulla quale si affacciano le cappelle laterali introdotte da arco a tutto sesto e le cui pareti sono scandite da lesene sorreggenti la trabeazione modanata e aggettante sopra la quale si imposta la volta; al termine dell'aula si sviluppa il presbiterio, rialzato di alcuni gradini e chiuso dall'abside quadrangolare.